# Leo Kyander
Leo Kyander, född 24 december 1886 i Nurmes, Storfurstendömet Finland, död 24 oktober 1949, var en finsk jurist och officer. 

## Biografi
Leo Kyanders föräldrar var domaren och senatorn Henrik Waldemar Kyander och Thora Louise Gripenberg. Han ingick äktenskap 1911 med Tilly Allvin. Leo Kyander inledde studier i juridik vid Helsingfors universitet 1905 och blev jur.kand. 1912. Han genomgick högre officersutbildning vid den finska Försvarshögskolan 1926–1927. Han utmärkte sig militärt särskilt i samband med det sovjetiska överraskningsanfallet mot Finland och Slaget vid Suomussalmi 1939, som blev avgörande för vinterkrigets utgång.

## Juridisk karriär och politisk aktivism
Leo Kyander var rådman och civilnotarie vid Viborgs rådhusrätt 1910 och vid Helsingfors rådhusrätt 1911. 1912–1915 var han verksam som vicehäradshövding i Pitkäranta.
Den 22 april 1915 häktades Kyander i Pitkäranta tillsammans med två andra aktivister för finsk självständighet, distriktsveterinären Valfrid Alexander Trygg och studeranden Bertil Åsolin, anklagade för att sprida tysk propaganda, en allvarlig anklagelse eftersom Ryssland befann sig i krig med Tyskland. Vad de tre aktivisterna ägnat sig åt var med all säkerhet agitation för anslutning till de frivilligförband, vilka sedan 1915 utbildats i Tyskland som en del i planerna för Finlands separation från det ryska kejsardömet. I oktober samma år dömdes de ohörda till tre månaders fängelse och att Kyander och Trygg därefter skulle utvisas till Petrograd för vidare åtgärder. Emellertid hade de genom medvetet förhalande från fängelsedirektörsadjutanten Valter von Gerich blivit frisläppta i januari 1916 efter att ha avtjänat sina domar och kunde fly landet.

## Militär karriär
Leo Kyander anmälde sig som frivillig den 30 januari 1916 till den 27. Jägarbataljonens 3. kompani, som utbildade sina soldater i Tyskland under en period då Finland ännu inte formellt frigjort sig från Ryssland. Därifrån förflyttades han till bataljonens haubitsbatteri den 14 maj 1916. Han tog del i strider vid Tysklands östfront under första världskriget, under drabbningar vid floden Misse, Rigabukten och Ekkau-Kekkau. Därefter förflyttades han till bataljonens reservtrupper och var en övergångstid förlagd i Sverige.
Från Sverige anlände han till Finland via Torneå den 27 januari 1918 och tog genast del i belägringen av Torneå. Den 9 februari 1918 kommenderades han som instruktör till artilleriutbildningen i Jakobstad, utnämndes den 16 februari 1918 till artilleriofficer vid Österbottens 5. artilleribatteri och blev den 15 april 1918 batteriets befälhavare. Från den 28 april 1918 ledde han Österbottens 5. och Karelens 3. artilleribatterier vid den karelska fronten, där han deltog i striderna vid Ahvola och belägringen av Viborg.
Leo Kyander utnämndes 15 juni 1918 till assisterande befälhavare för Finska senatens krigsministeriums materialanskaffningsavdelning samt den 28 juli till extra föredragande vid krigsministeriet. I februari 1919 blev han gränskommendant vid Salmi krets. Den 19 december 1927 utsågs Kyander till gränskommendant i Kajanaland i nordöstra Finland.
Kyander var krigsdomare vid Norra Savolax regemente åren 1919–1920 och platschef för hemvärnet i Pitkäranta 1919–1921. Han deltog i arbetet med nyordningen av gränsskyddet som medlem av landgränskommittén 1919–1921 och i den kommitté som gav rekommendationer till nya instruktioner för det finska gränsskyddet 1924.
Som gränskommendant i Kajanaland kallade Kyander vid vinterkrigets inledningsskede reservister till en extraordinarie övning 10–14 oktober 1939 i Suomussalmi, av vilka formades 15. Specialbataljonen under hans ledning.. Med denna bataljon tog Leo Kyander emot det inledande ryska anfallet på morgonen 30 november 1939 vid ett frontavsnitt som utsträckte sig mellan Vaitolahti-Kivivaara-Käsnäselkä, inledningsvis med endast små trupper till sitt förfogande. Kyander tvingades retirera med sin bataljon men bidrog till att fördröja det ryska anfallet. De strider som följde efter att förstärkningarna anlänt, kända som Slaget vid Suomussalmi, räknas som avgörande för de finska framgångarna i Vinterkriget. Kyander utnämndes till kommendant för Finlands frivilligbrigads pionjäravdelning, och tog del i striderna vid Raatteentie, Suomussalmi, Kiianniemi och Mustajoki. Vid  vinterkrigets slutskede utsågs han till chef för Infanteriets 5. utbildningscenter och till chef för Vasa hemvärnskrets. Under fortsättningskriget deltog han som kommendant för Vasa Hemvärnskrets. Sårad vårdades han vid krigslasarett och lämnade definitivt tjänstgöring 1944.

## Befordringar
- Löjtnant 9 januari 1918
- Kapten 13 maj 1918
- Major 16 maj 1920
- Överstelöjtnant 16 maj 1928

## Utmärkelser
- Frihetskorset 4.kl. (1918 och 1940)
- Finlands Vita Ros 1 Klass Riddarkors
- Frihetskrigets Minnesmedalj med Spänne
- Vinterkrigets Minnesmedalj
- Jägarmärket
- Ärekors för deltagande på Tysklands sida i första världskriget